# Sleepthief
Sleepthief est un groupe d'ambient américain créé en 2003 par Justin Elswick. Sleepthief est comparé à des groupes tels que Delerium ou Conjure One car le chant est principalement assuré par des vocalistes féminines.

## Biographie
Le projet Sleepthief, s'il ne portait pas ce nom à l'époque, existait dix ans avant la sortie du premier album du groupe, The Dawnseeker : Justin Elswick travaillait déjà sur des démos du futur premier opus.
Justin Elswick est né dans le sud de la Californie et fait des études d'histoires à la Brigham Young University, après quoi il poursuit des études de philosophie en Irlande au Trinity college ; en outre, il travaille comme chroniqueur pour Musical discoveries, un site parlant de vocalistes féminines.
En 2003 Elswick commence à travailler sur son premier album avec Israël Curtis. Russel Elliot, le directeur en chef de Musical Discoveries, le met en contact avec Jody Quine, et en décembre 2003 celle-ci devient la première chanteuse du groupe et enregistre trois chansons qui figurent sur The Dawnseeker. Ces titres sont Eurydice, Tenuous et Kiss to Savor. La première fait office de premier single pour l'album et est accompagnée d'un clip, tout comme Tenuous, qui lui sort comme troisième single, le deuxième étant The Chauffeur avec Kirsty Hawkshaw.
D'autres chanteuses viennent rejoindre le projet, comme Kristy Thirsk, déjà connue pour son travail avec Delerium ou avec Balligomingo, Jody Quine, chanteuse principale de ce groupe, ou encore Kyoko Baertsoen, chanteuse du groupe de trip hop belge Lunascape et connue pour son apparition dans le film Haunted castle.
Trois ans après ce premier album arrive le premier single du second opus, World Gone Crazy ; le chant de ce premier single sera assuré par un homme, Coury Palermo. Le deuxième album s'intitule Labyrinthine Heart. Composé de 12 titres, il sortira le 1er septembre 2009.
Quelques mois plus tard sort le second single "Reason Why" un magnifique duo entre Coury Palermo et Zoé Johnston.
Le 11 juin 2012 marque le retour musical de Sleepthief avec un nouveau single sortit le 11 juin 2012 nommé "Mortal Longing". Il faudra cependant attendre 2013 pour que Justin annonce le lancement d'un projet de financement de la part de ses fans pour finaliser le nouvel album, un nouveau single est édité le 11 novembre 2013, la chanson This Means War en collaboration avec Joanna Stevens du groupe Solar Twins. Le 4 août 2014, Justin édite un troisième extrait du nouvel album, la chanson "Dust & Cloud" en collaboration avec la chanteuse Phildel, ce single comporte en outre un titre inédit intitulé "There Is No Greater Sadness" avec Andrea Gerak.

## Discographie